# Рибарски бастион
Рибарският бастион (на унгарски: Halászbástya), срещано и като Рибарски кули, е сред най-посещаваните от туристи забележителности в Будапеща.
Наречен е Рибарски, тъй като е построен на мястото на намирали се по-рано там Рибарски квартал и Рибарски пазар. Строежът му започва през 1895 г.
Представлява архитектурно съоръжение от галерии и кули, изградено около тераса. Мястото предлага незабравима гледка към Парламента, мостовете над Дунав и голяма част от града.
В непосредставена близост до тях него се намира друга забележителност на града – красивата катедрала „Матиаш“.